# 塞特·霍万德
塞特·霍万德（瑞典語：Seth Howander，1892年10月6日—1981年9月14日），瑞典男子冰球运动员，场上位置是守门员。他曾代表瑞典国家队参加1920年夏季奥林匹克运动会冰球比赛，获得第4名。